# Синьодзьоб заїрський
Синьодзьо́б заїрський (Spermophaga poliogenys) — вид горобцеподібних птахів родини астрильдових (Estrildidae). Мешкає в Центральній Африці.

## Опис
Довжина птаха становить 13-14 см, вага 18,7-21,7 г. Виду притаманний статевий диморфізм. У самців голова, нижня частина тіла і верхні покривні пера хвоста яскраво-червоні, решта тіла чорна, місцями блискуча. У самиць верхня частина спини темно-сіра, решта верхньої частини тіла чорнувато-сіра з блискучими чорними краями пер. Гузка і надхвістя червоні. горло і верхня частина грудей червонуваті, решта нижньої частини тіла темно-сіра, поцяткована дрібними парами білих плямок, на боках і на гузці вони переходять в смужки. Дзьоб металево-синій з червоним кінчиком і краями. Очі карі, навколо очей світло-блакитні кільця. Лапи оливково-коричневі.

## Поширення і екологія
Заїрські синьодзьоби мешкають на півночі Республіки Конго, в Демократичній Республіці Конго, трапляються на заході Уганді та на сході Камеруну. Вони живуть в густому чагарниковому підліску вологих тропічних лісів. Зустрічаються поодинці або парами. Живляться переважно насінням, іноді комахами та іншими дрібними безхребетними. сезон розмноження триває переважно з вересня по лютий. Гніздо кулеподібне, робиться з рослинних волокон. В кладці 3-4 білуватих яйця. Будують гніздо, насиджують яйця і доглядають за пташенятами і самиці, і самці.